# Aphodius
Genre
Aphodius est un genre d'insectes de l'ordre des coléoptères, de la famille des Scarabaeidae, de la sous-famille des Aphodiinae. Ces espèces de bousiers se nourrissent essentiellement d'excréments. Ils sont de petite taille et ont une forme cylindrique.

## Supercherie scientifique: Chimère
En 1928, Hoffman décrit Aphodius arvernicus, une espèce endémique d'Auvergne. Une fois réétudiés en 1999, les spécimens s'avèrent être une supercherie scientifique ; les chimères étant constituées d'une tête d'Acanthobodilus immundus et d'un corps d'Aphodius rufus. 

## Espèces
- Aphodius ater (De Geer, 1774)
- Aphodius bimaculatus (Laxman, 1778)
- Aphodius borealis Gyllenhal, 1827
- Aphodius brevis Erichson, 1848
- Aphodius coenosus (Panzer, 1798)
- Aphodius conspurcatus (Linnaeus, 1758)
- Aphodius contaminatus (Herbst, 1783)
- Aphodius depressus (Kugelann, 1792)
- Aphodius distinctus (Müller, 1776)
- Aphodius equestris (Panzer, 1798)
- Aphodius erraticus (Linnaeus, 1758)
- Aphodius fimetarius (Linnaeus, 1758)
- Aphodius foetens (Fabricius, 1787)
- Aphodius foetidus (Herbst, 1783)
- Aphodius fossor (Linnaeus, 1758)
- Aphodius frater Mulsant & Rey, 1872
- Aphodius gissaricus Akhmetova & Frolov, 2012
- Aphodius granarius (Linnaeus, 1767)
- Aphodius haemorrhoidalis (Linnaeus, 1758)
- Aphodius ictericus (Laicharting, 1781)
- Aphodius lapponum Gyllenhal, 1806
- Aphodius lividus (Olivier, 1789)
- Aphodius lugens Creutzer, 1799
- Aphodius luridus (Fabricius, 1775)
- Aphodius melanostictus Schmidt, 1840
- Aphodius merdarius (Fabricius, 1775)
- Aphodius nemoralis Erichson, 1848
- Aphodius niger (Panzer, 1797)
- Aphodius obliteratus Panzer, 1823
- Aphodius obscurus (Fabricius, 1792)
- Aphodius paykulli Bedel, 1908
- Aphodius piceus Gyllenhal, 1808
- Aphodius pictus Sturm, 1805
- Aphodius plagiatus (Linnaeus, 1767)
- Aphodius porcus (Fabricius, 1792)
- Aphodius prodromus (Brahm, 1790)
- Aphodius punctatosulcatus Sturm, 1805
- Aphodius punctipennis Erichson, 1848
- Aphodius pusillus (Herbst, 1789)
- Aphodius putridus (Geoffroy, 1785)
- Aphodius quadriguttatus (Herbst, 1783)
- Aphodius quadrimaculatus (Linnaeus, 1761)
- Aphodius rufipes (Linnaeus, 1758)
- Aphodius rufus (Moll, 1782)
- Aphodius scrofa (Fabricius, 1787)
- Aphodius serotinus (Panzer, 1799)
- Aphodius sordidus (Fabricius, 1775)
- Aphodius sphacelatus (Panzer, 1798)
- Aphodius subterraneus (Linnaeus, 1758)
- Aphodius tomentosus (Müller, 1776)
- Aphodius uliginosus (Hardy, 1847)
- Aphodius varians Duftschmid, 1805
- Aphodius zenkeri Germar, 1813

## Espèces fossiles
Selon Paleobiology Database les espèces fossiles s'établissent à :
- †Aphodius aboriginalis Wickham 1912
- †Aphodius anteactus Krell 2000
- †Aphodius boryslavicus Lomnicki 1894
- †Aphodius bosniaskii Handlirsch 1907
- †Aphodius brevipennis Heer 1862
- †Aphodius carpetanus Graells 1847
- †Aphodius charauxi Piton 1940
- †Aphodius conspurcatus Linnaeus 1758
- †Aphodius cretaceous Nikolajev 2008
- †Aphodius distinctus Müller 1776
- †Aphodius fimetarius Linnaeus 1758
- †Aphodius florissantensis Wickham 1911
- †Aphodius fossor Linnaeus 1758
- †Aphodius granarioides Wickham 1913
- †Aphodius granarius Linnaeus 1767
- †Aphodius helvolus Statz 1952
- †Aphodius holdereri Reitter 1900
- †Aphodius inundatus Wickham 1914
- †Aphodius krantzi von Heyden and von Heyden 1866
- †Aphodius laminicola Wickham 1910
- †Aphodius mediaevus Wickham 1914
- †Aphodius meyeri Heer 1847
- †Aphodius plagiatus Linnaeus 1767
- †Aphodius praeemptor Wickham 1913
- †Aphodius precursor Horn 1876
- †Aphodius rhinocerontis Lomnicki 1894
- †Aphodius rufipes Linnaeus 1758
- †Aphodius ruthenus Lomnicki 1894
- †Aphodius schlickumi Statz 1952
- †Aphodius senex Wickham 1914
- †Aphodius shoshonis Wickham 1912
- †Aphodius subater Lomnicki 1894
- †Aphodius theobaldi Krell 2000
- †Aphodius vectis Krell 2019

## Galerie

Quelques espèces vivantes du genre Aphodius.
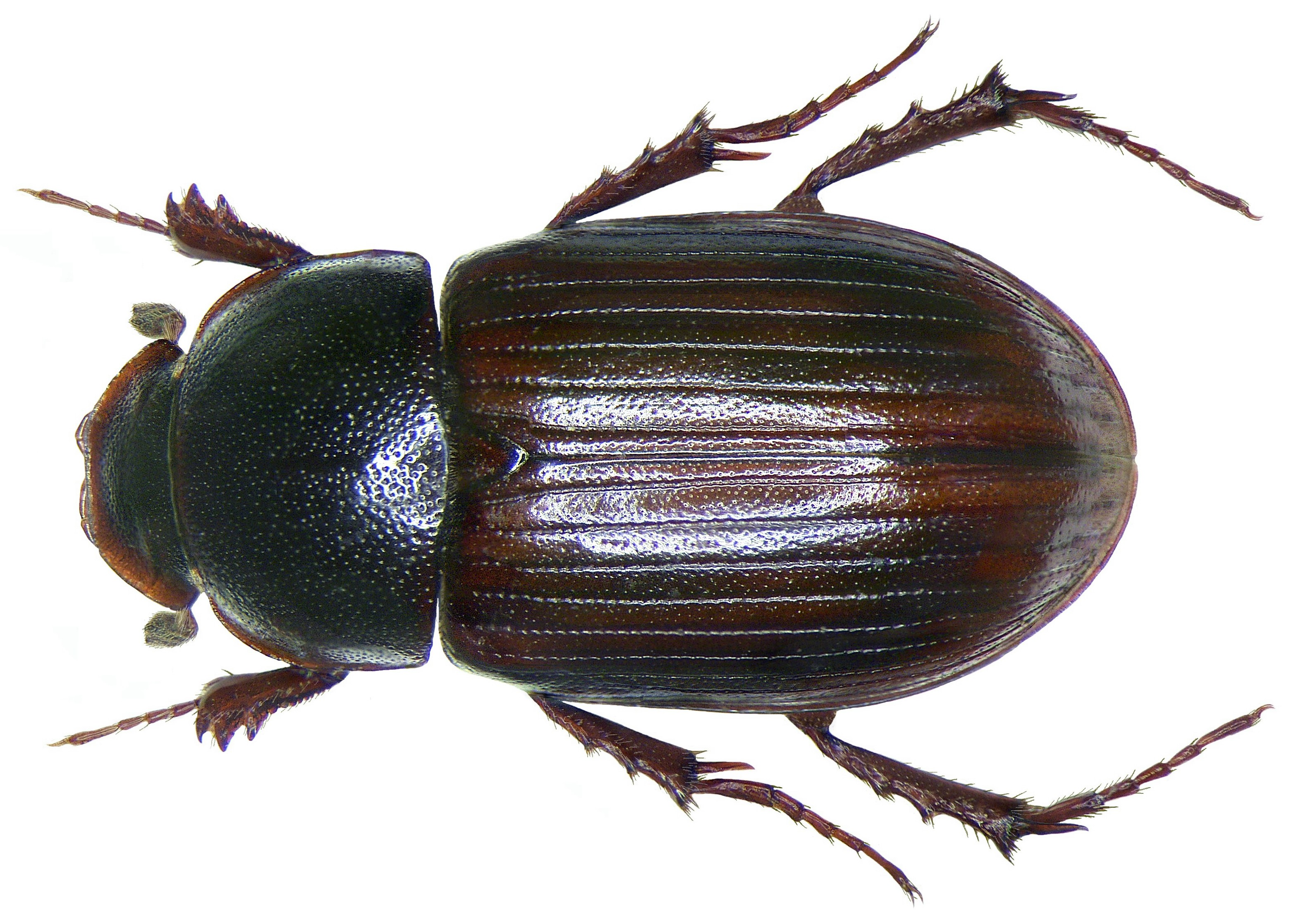
Aphodius abdominalis.
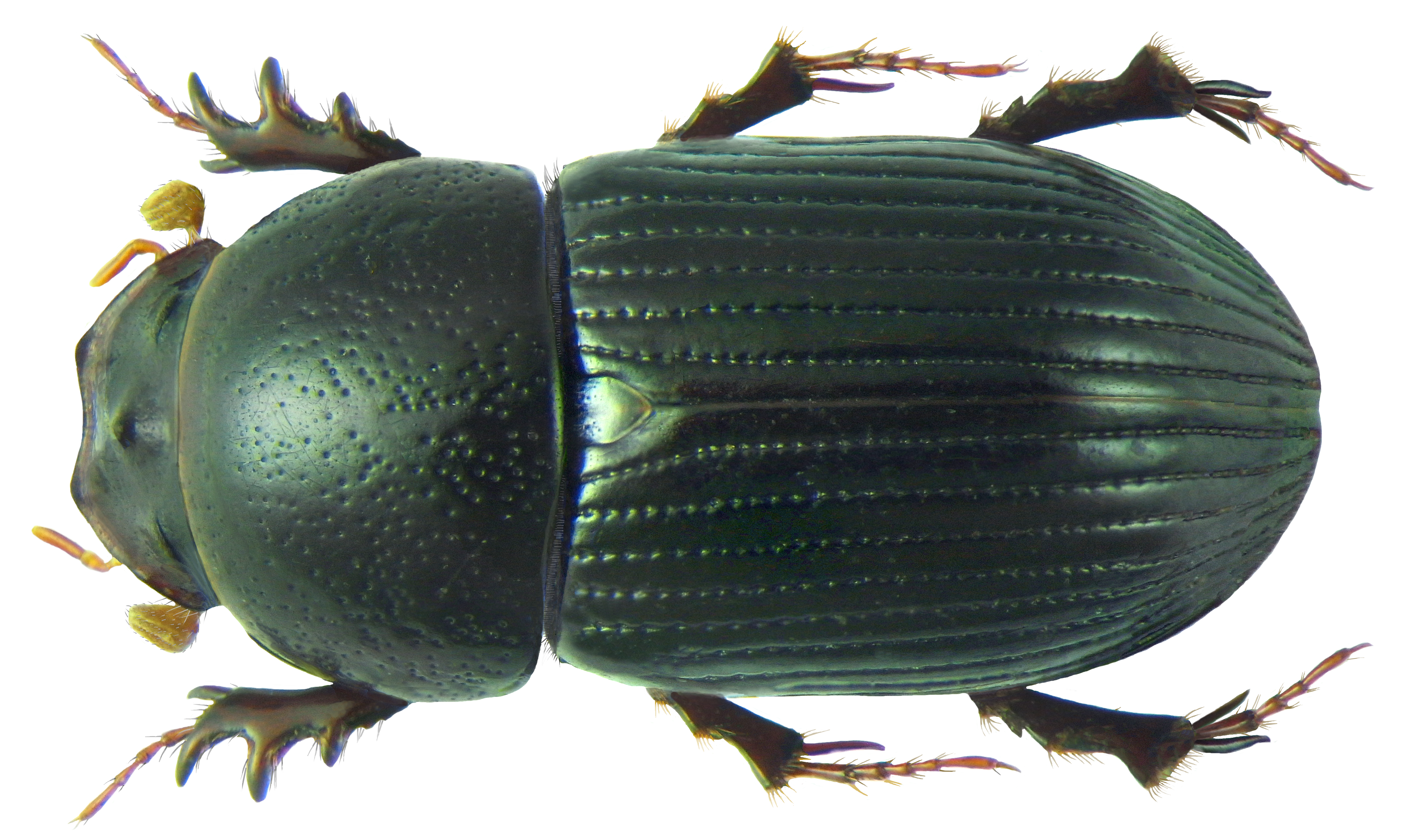
Aphodius crenatus.
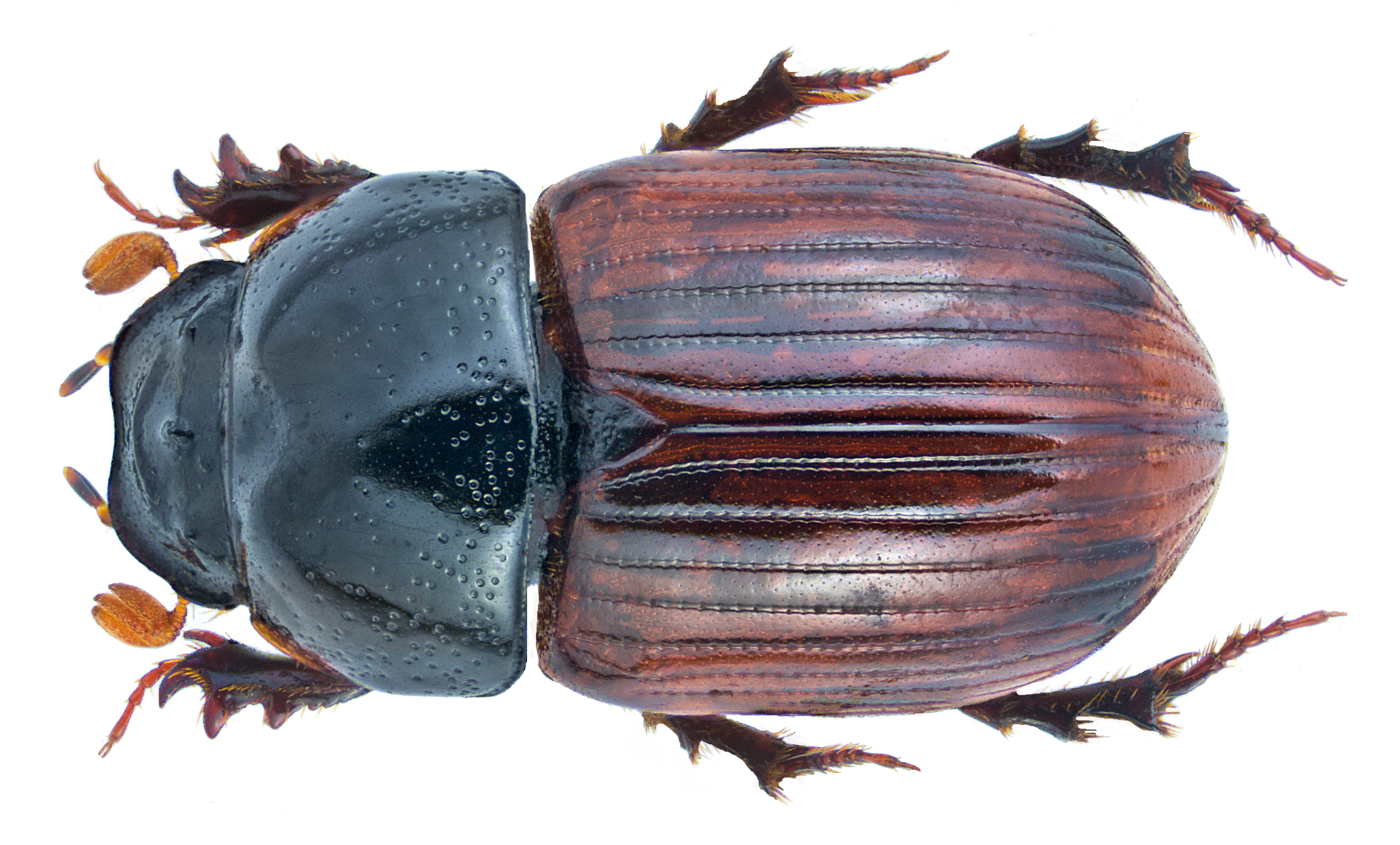
Aphodius fimetarius.
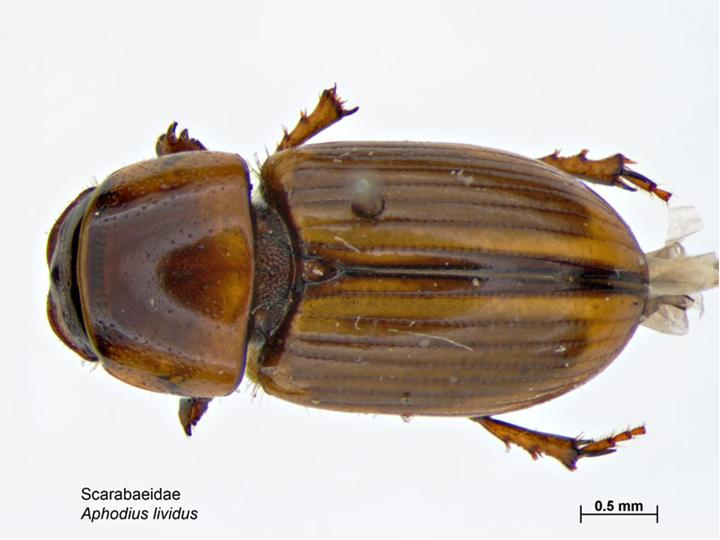
Aphodius lividus.
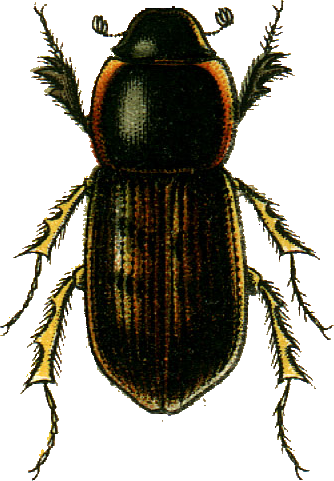
Aphodius obliteratus.
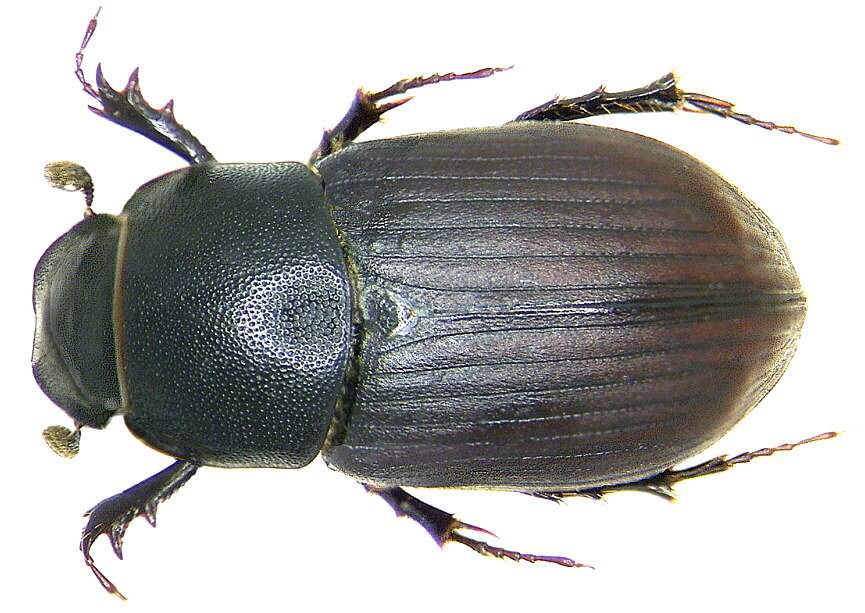
Aphodius obscurus.